# Ла-Форе-Фуэнан
Ла-Форе-Фуэнан (фр. La Forêt-Fouesnant) — коммуна на северо-западе Франции, находится в регионе Бретань, департамент Финистер, округ Кемпер, кантон Фуэнан. Расположена в юго-западной части полуострова Бретань в 16 км к юго-западу от Кемпера на побережье бухты Ла-Форе Бискайского залива. Морской курорт.
Население (2019) — 3 438 человек.

## Достопримечательности
- Готическая приходская церковь Нотр-Дам XVI века
- Особняк Месмёр XVIII века в стиле классицизма
- Усадьба дю Стан XV-XVI веков

## Экономика
Структура занятости населения:
- сельское хозяйство — 5,3 %
- промышленность — 14,7 %
- строительство — 3,6 %
- торговля, транспорт и сфера услуг — 62,8 %
- государственные и муниципальные службы — 13,6 %

Уровень безработицы (2018) — 10,6 % (Франция в целом —  13,4 %, департамент Финистер — 12,1 %). 

Среднегодовой доход на 1 человека, евро (2018) — 25 020 (Франция в целом — 21 730, департамент Финистер — 21 970).

## Демография
Динамика численности населения, чел.

## Администрация
Пост мэра Ла-Форе-Фуэнана с 2020 года занимает Даниэль Гойя (Daniel Goyat).  На муниципальных выборах 2020 года возглавляемый им правый блок победил в 1-м туре, получив 57,53 % голосов.
| Период | Период | Фамилия       | Партия                    | Примечания                          |
| ------ | ------ | ------------- | ------------------------- | ----------------------------------- |
| 1965   | 1989   | Анри Ле Рес   |                           |                                     |
| 1989   | 1995   | Жан-Луи Ле Ру |                           | капитан военного корабля в отставке |
| 1995   | 2014   | Раймон Перес  | Союз за народное движение | учитель                             |
| 2014   | 2020   | Патрис Валаду | Разные левые              | адвокат                             |
| 2020   |        | Даниэль Гойя  | Разные правые             |                                     |

## Галерея

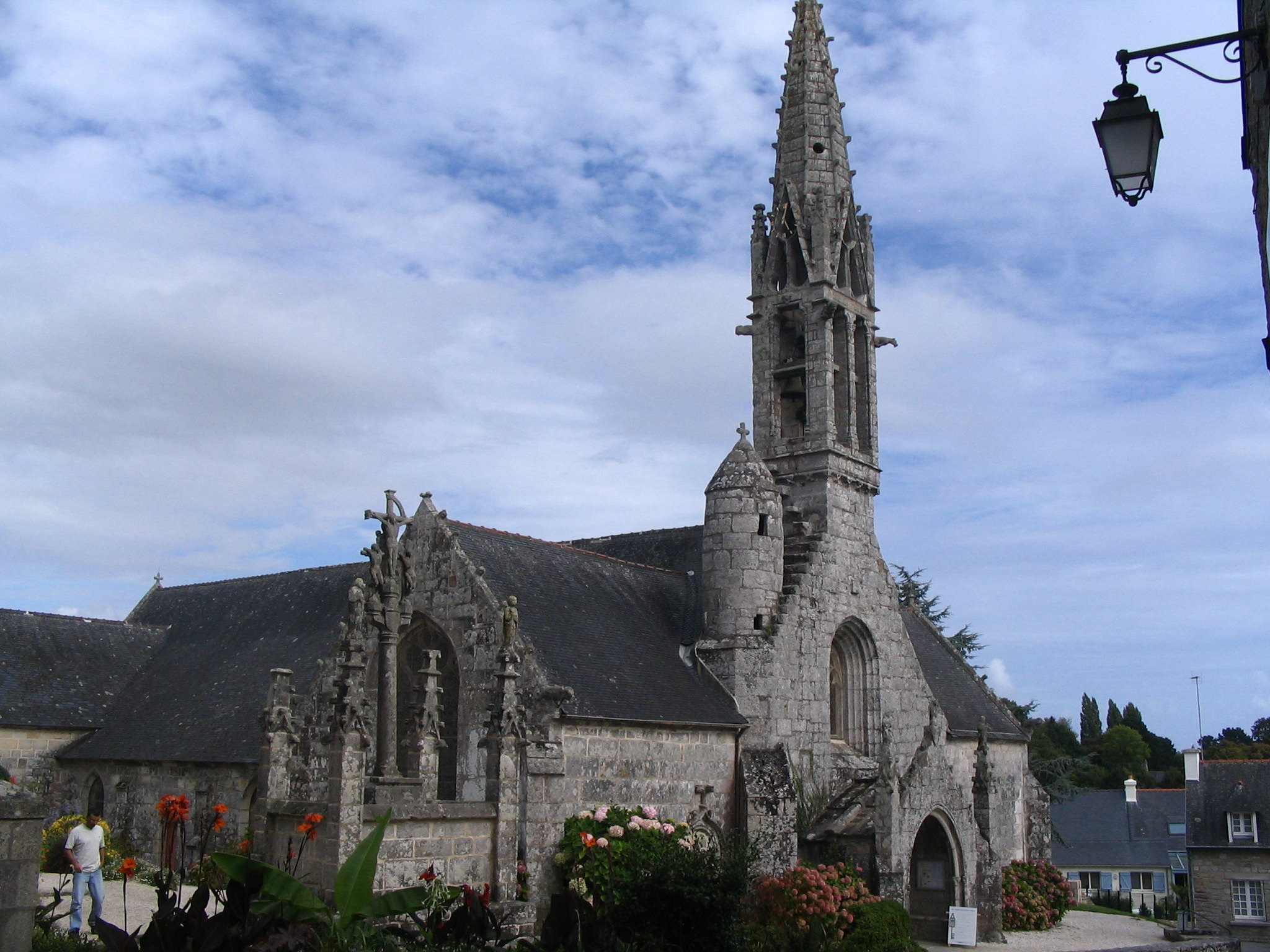
Церковь Нотр-Дам
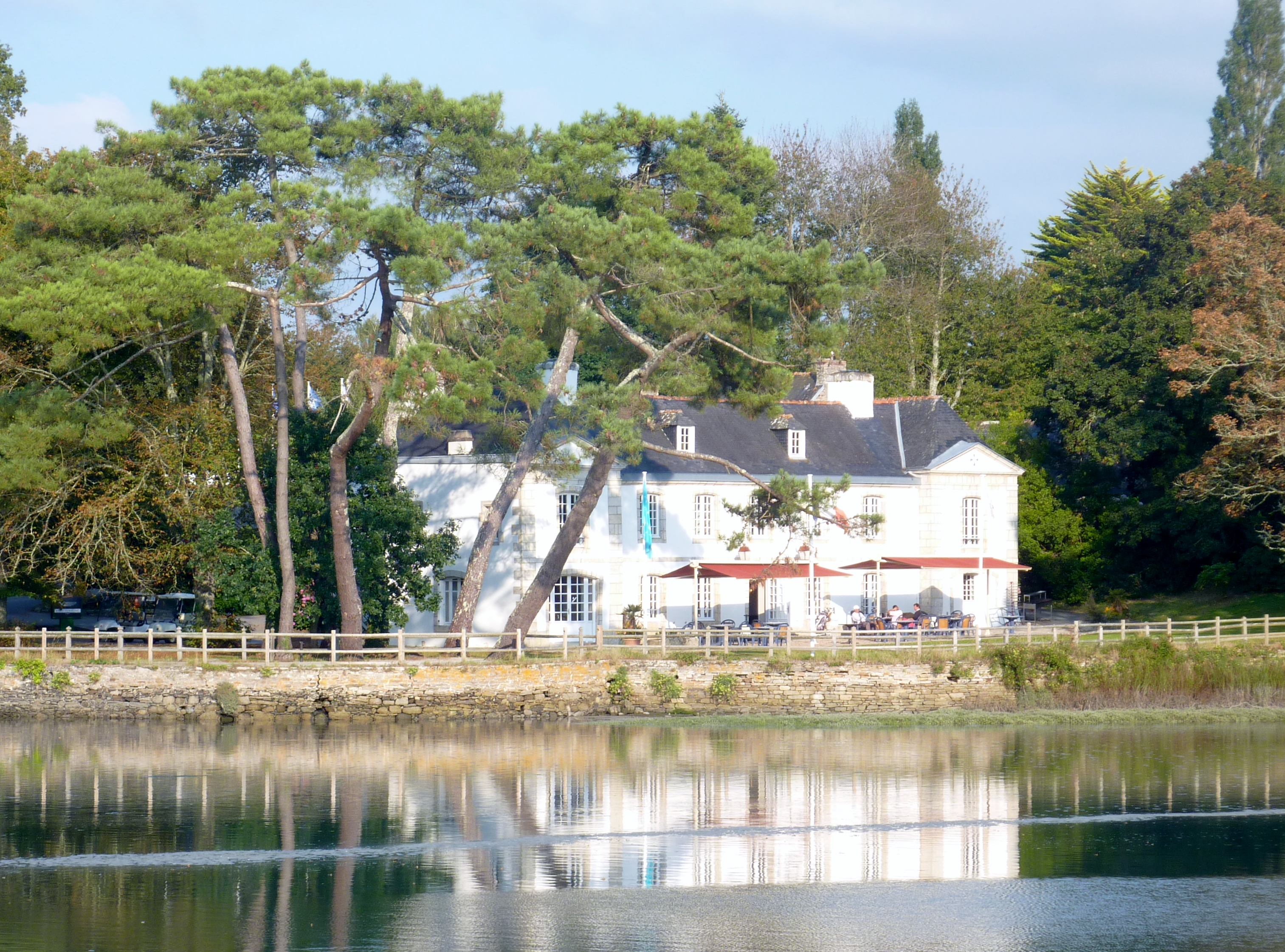
Особняк Месмёр
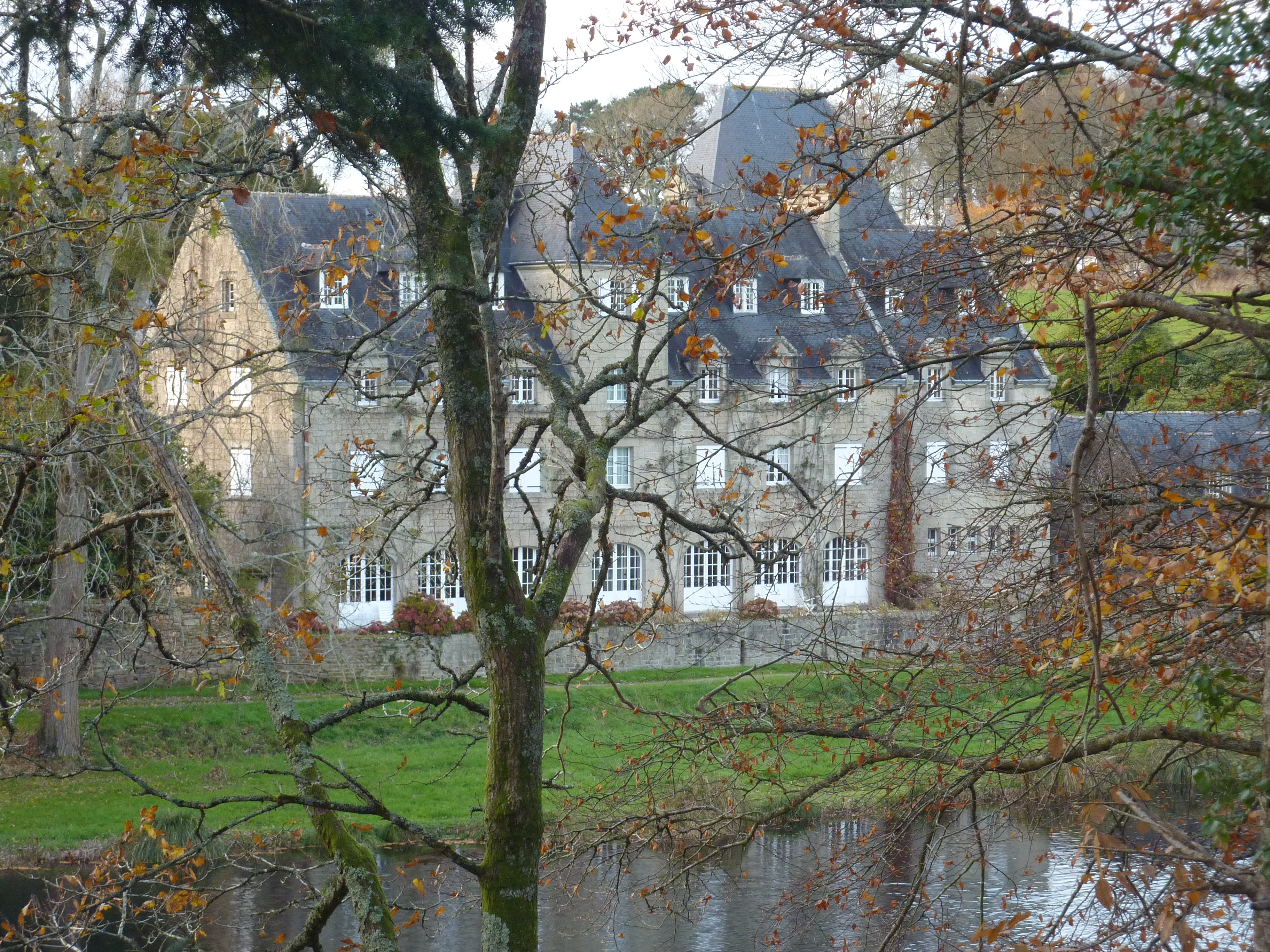
Усадьба дю Стан
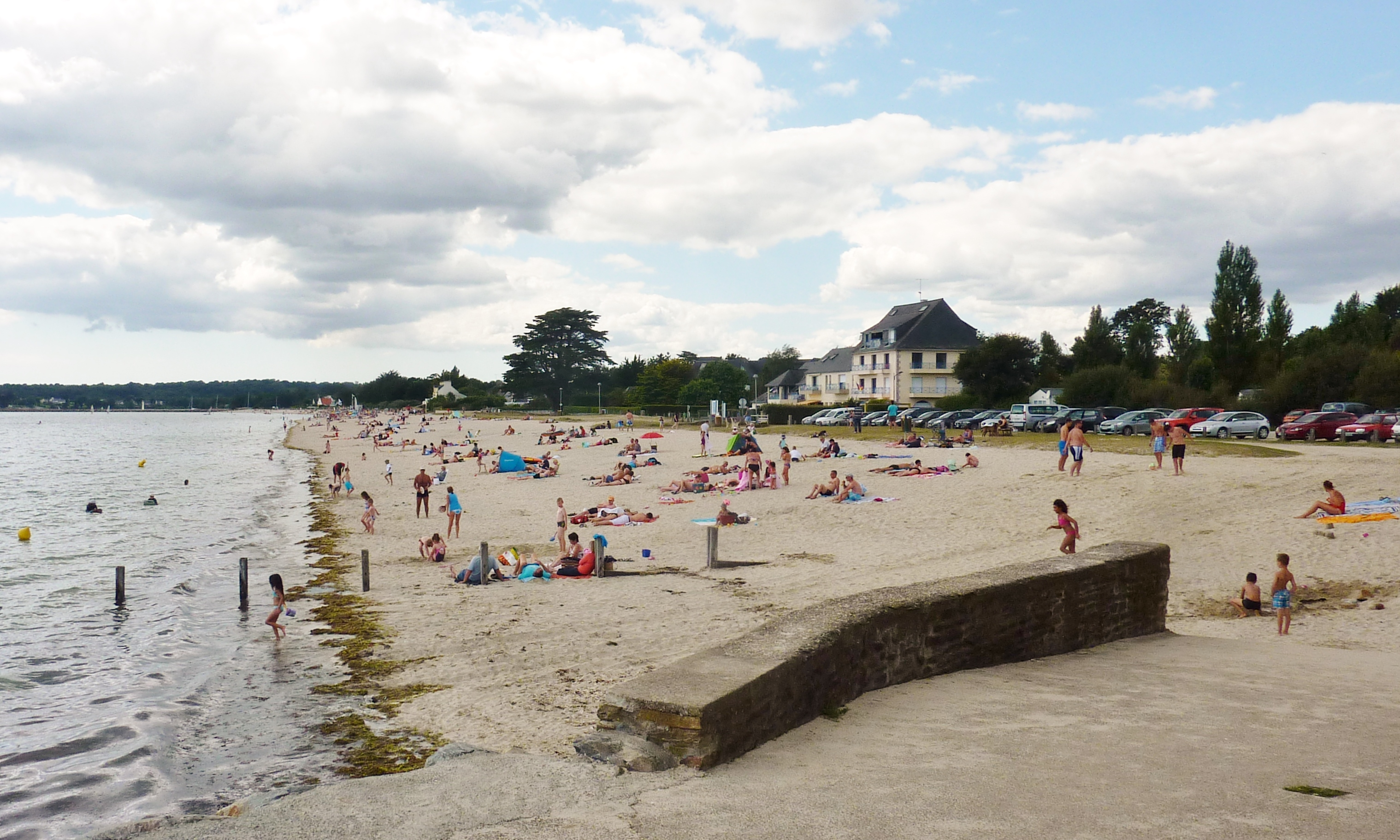
Пляж Керлеван